# Bacchisa dapsilis
Bacchisa dapsilis là một loài bọ cánh cứng trong họ Cerambycidae.